# Pinguicula habilii
Pinguicula habilii este o specie de plante carnivore din genul Pinguicula, familia Lentibulariaceae, ordinul Lamiales, descrisă de Yildirim, Cenol și Amp; Pirhan. Conform Catalogue of Life specia Pinguicula habilii nu are subspecii cunoscute.